# Slangbeek
Slangbeek är ett vattendrag i Belgien.   Det ligger i provinsen Limburg och regionen Flandern, i den östra delen av landet, 70 km öster om huvudstaden Bryssel.
I omgivningarna runt Slangbeek växer i huvudsak blandskog. Runt Slangbeek är det tätbefolkat, med 659 invånare per kvadratkilometer.